# Tolna sinifera
Tolna sinifera là một loài bướm đêm trong họ Erebidae.